# ARBÖ Gebrüder Weiss-Oberndorfer/Saison 2013
Dieser Artikel listet Erfolge und Fahrer des Radsportteams ARBÖ Gebrüder Weiss-Oberndorfer in der Saison 2013 auf.

## Abgänge – Zugänge
| Zugänge                       | Team 2012                       | Abgänge               | Team 2013                      |
| ----------------------------- | ------------------------------- | --------------------- | ------------------------------ |
| Adam Homolka                  | WSA-Viperbike Kärnten           | Lars Pria             | Rietumu-Delfin                 |
| Thomas Hasibeder              | ARBÖ Gebrüder Weiss-Oberndorfer | Philipp Grömer        | ARBÖ Bundesteam                |
| Stefan Matzner                | ARBÖ Gebrüder Weiss-Oberndorfer | Christian Pavitschitz | RSC Amplatz                    |
| Benedikt Kendler              | Neoprofi                        | Alexander Dürager     | UNION Raiffeisen Radteam Tirol |
| Andreas Müller                | Neoprofi                        | Gyung Gu Jang         | Unbekannt                      |
| Lukas Zeller                  | Neoprofi                        | Seon Ho Park          | Unbekannt                      |
| Maximilian Kuen (ab 15. Juni) | Tirol Cycling Team              | Philip Schinagl       | Unbekannt                      |
|                               |                                 | Stefan Stadler        | Unbekannt                      |
|                               |                                 | Matthias Wieneroither | Unbekannt                      |

## Mannschaft
| Name               | Geburtstag         | Nationalität |
| ------------------ | ------------------ | ------------ |
| Benjamin Edmüller  | 8. August 1987     | Deutschland  |
| Tobias Erler       | 17. Mai 1979       | Deutschland  |
| Michael Gogl       | 4. November 1993   | Österreich   |
| Thomas Hasibeder   | 25. August 1990    | Österreich   |
| Adam Homolka       | 12. Februar 1979   | Tschechien   |
| Benedikt Kendler   | 9. Oktober 1992    | Deutschland  |
| Jakub Kratochvíla  | 26. August 1988    | Tschechien   |
| Maximilian Kuen    | 26. Mai 1992       | Österreich   |
| Petr Lechner       | 14. März 1984      | Tschechien   |
| Stefan Matzner     | 24. April 1993     | Österreich   |
| Andreas Müller     | 25. November 1979  | Österreich   |
| Lukas Ranacher     | 25. August 1992    | Österreich   |
| Daniel Reiter      | 13. Juli 1991      | Österreich   |
| Alexander Schrangl | 10. Mai 1985       | Österreich   |
| Lukas Zeller       | 20. September 1994 | Österreich   |